# Exoneura minutissima
Exoneura minutissima là một loài Hymenoptera trong họ Apidae. Loài này được Rayment mô tả khoa học năm 1951.

## Hình ảnh

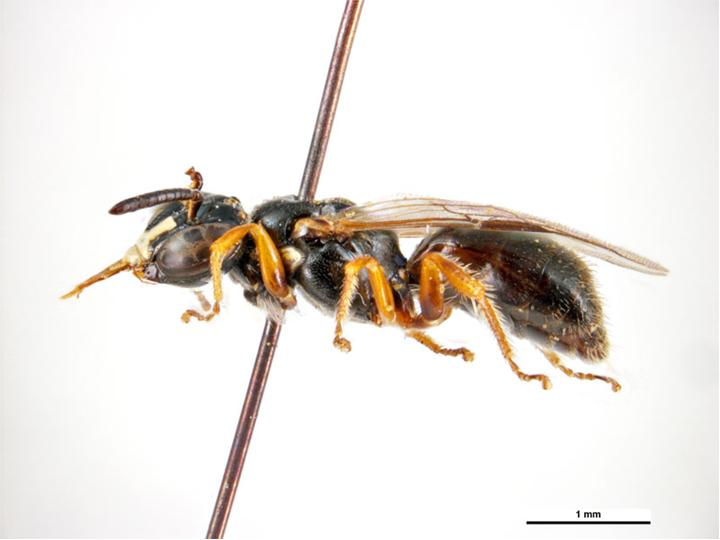